# کریس دی
کریس دی (انگلیسی: Chris Day؛ زادهٔ ۲۸ ژوئیهٔ ۱۹۷۵) بازیکن فوتبال اهل بریتانیا است.
از باشگاه‌هایی که در آن بازی کرده‌است می‌توان به باشگاه فوتبال کریستال پالاس، باشگاه فوتبال پرستون نورث اند، باشگاه فوتبال اولدهام اتلتیک، باشگاه فوتبال کویینز پارک رنجرز، باشگاه فوتبال تاتنهام هاتسپر، باشگاه فوتبال لینکولن سیتی، باشگاه فوتبال استیونج، باشگاه فوتبال میلوال، باشگاه فوتبال آیلزبری یونایتد و باشگاه فوتبال واتفورد اشاره کرد.
وی همچنین در تیم‌های ملی فوتبال زیر ۱۸ سال انگلستان و زیر ۲۱ سال انگلستان بازی کرده‌است.